# عملات بورتوريكو
 

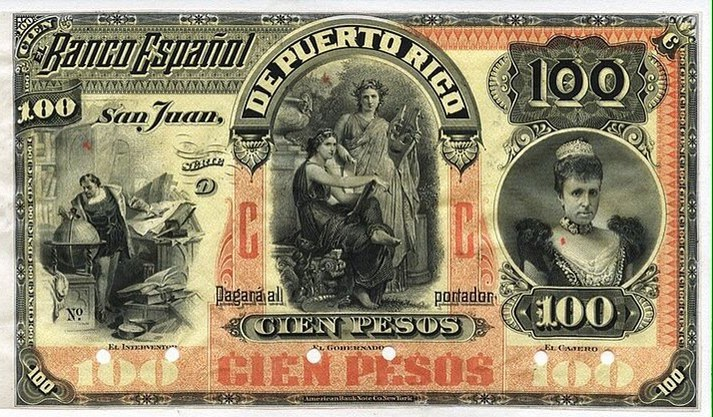
الأمام - ورقة نقدية من فئة 100 بيزو لعام 1894 Banco Español de Puerto Rico.

تتبع عملات بورتوريكو عن كثب التطور التاريخي للإقليم. باعتبارها مقاطعة تابعة لإسبانيا (مجتمع مستقل) وإقليمًا تابعًا للولايات المتحدة، مُنحت بورتوريكو حق استخدام العملات الأجنبية والإقليمية. بعد الاستعمار الإسباني عام 1508، أصبحت بورتوريكو ميناءً مهمًا، مع إمداداتها الخاصة من الذهب. مع ذلك، ومع نفاد الاحتياطيات المعدنية خلال القرن، عانى اقتصاد الأرخبيل. أصدرت التاج الإسباني ما يسمى بـ Situado Mexicano، وهو ما يعني أنه ستُرسل شحنة شبه منتظمة من الذهب من نيابة إسبانيا الجديدة إلى الجزيرة، كوسيلة لتوفير الدعم الاقتصادي. بين عامي 1636 و1637، فرض فيليب الرابع ملك إسبانيا ضريبة كان لابد من دفعها باستخدام طابع إيرادات. وعلى هذا الأساس، بدأت بورتوريكو في إنتاج الأوراق النقدية في عام 1766، لتصبح أول مقاطعة في الخارج تطبع أوراق نقدية بقيمة 8 ريالات في الإمبراطورية الإسبانية، وهو ما أدى إلى موافقة الحكومة الإسبانية على الإصدارات اللاحقة.
توقف الوضع خلال القرن 19، مما أدى إلى أزمة اقتصادية، نتيجة حصول المكسيك على استقلالها عن إسبانيا. أمر سلفادور ميلينديز برونا، الحاكم الاستعماري في ذلك الوقت، بإصدار الأوراق النقدية الإقليمية، مما أدى إلى إنشاء البيزو البورتوريكي. ومع ذلك، توقف طباعة هذه الأوراق النقدية بعد عام 1815. خلال العقود التالية، أصبحت العملات الأجنبية هي العملة المنتشرة على نطاق واسع. في ستينيات وسبعينيات القرن التاسع عشر، عادت الأوراق النقدية للظهور. في الأول من فبراير عام 1890، افتتح بنك إسبانيول في بورتوريكو وبدأ في إصدار الأوراق النقدية. صمم البنك أربع سلاسل ووضع ثلاثة منها في التداول تحت الحكم الإسباني. في عام 1895، صدر مرسوم ملكي يقضي بإنتاج عملات البيزو الإقليمية.
في 13 أغسطس 1898، انتهت الحرب الإسبانية الأمريكية بتنازل إسبانيا عن بورتوريكو للولايات المتحدة. غُيرر اسم بنك إسبانيول بورتوريكو إلى بنك بورتوريكو وأصدر أوراق نقدية تعادل الدولار الأمريكي، مما أدى إلى إنشاء الدولار البورتوريكي. في عام 1902، أصدر البنك الوطني الأول في بورتوريكو الأوراق النقدية بطريقة موازية. صدرت سلسلتين إضافيتين حتى عام 1913. بعد دمج اقتصاد بورتوريكو ونظامها النقدي بشكل كامل في النظام الاقتصادي والنقدي للولايات المتحدة، استبدت الدولارات البورتوريكية بتلك التي أصدرتها وزارة الخزانة الأمريكية. تبع البيزو والدولار إصدارات معاصرة أخرى، بما في ذلك الأوراق النقدية التذكارية، العملات الخاصة، وعملة ربع دولار مصممة مع حصن سان فيليبي ديل مورو في الوجه.

## التراخيص المبكرة الصادرة عن التاج الإسباني
بعد أن بدأ خوان بونس دي ليون عملية استعمار بورتوريكو، أصبحت الأرخبيل موقعًا عسكريًا استراتيجيًا، استخدمته إسبانيا لحماية مستعمراتها وممتلكاتها في أمريكا. استخدمتها السفن كنقطة رئيسية للتزود بالمؤن قبل محاولة القيام برحلات طويلة، وأصبحت التجارة جزءًا أساسيًا من الاقتصاد. مع ذلك، عندما استنفدت المناجم والأنهار في الجزيرة الرئيسية بورتوريكو، المعروفة آنذاك باسم سان خوان باوتيستا، بدأت بورتوريكو تعاني من نقص الذهب وانخفض دخلها بشكل كبير، مما أدى إلى حدوث ركود. ابتداءً من القرن السادس عشر، اضطرت التاج الإسباني إلى إصدار مرسوم دعم نقدي للأرخبيل المعروف باسم situado، والذي توفير من قِبل البنوك الملكية في أمريكا الوسطى، وخاصة المكسيك. لكن هذه المساعدات لم تصل في كثير من الأحيان، مما ساهم في عدم الاستقرار الاقتصادي. تفاقم هذا الوضع بسبب عوامل أخرى، بما في ذلك تكاليف إدارة جيش فعال والافتقار إلى الرخاء التجاري. ساهمت الظروف الطبيعية والكوارث أيضًا في مضاعفة تكاليف صيانة الحصون بينما ألحقت الأعاصير أضرارًا بالمزارع دمرت المحاصيل، وقللت من عدد العمال.
عانت البلديات أكثر من غيرها، إذ اضطرت إلى فرض الضرائب، بما في ذلك ضريبة الرياح، التي فرضت على الموردين الأجانب. لم تساعد هذه الضرائب كثيراً، لأن كل واحد منهم كان عليه أن يحصل على شهادة ملكية، وهو إجراء بيروقراطي يستغرق عادة عدة سنوات. وبمجرد الوصول إلى الموعد النهائي المحدد، يتعين تكرار العملية، وهو ما يستغرق فترة زمنية طويلة. من 1 يناير 1636 إلى 15 ديسمبر 1637، فرض فيليب الرابع ملك إسبانيا دفعًا إلزاميًا إلى خزائن بورتوريكو. كان من المقرر سداد الدين بعملة ترمز إليها أوراق قانونية تحمل ختمًا ملكيًا. يعتقد الباحثون أن استخدام هذه الوثائق كان له تأثير على إنتاج الأوراق النقدية في بورتوريكو. في الوقت المناسب، ستصبح هذه الوثائق نادرة عند وصولها، وفي مثل هذه الحالات، يقوم المسؤولون الحكوميون بختم التأريخ الحالي على الأوراق القديمة. يزعم بيدرو توماس دي كوردوفا وهومبيرتو بورزيو في بحثهما أن بورتوريكو كانت أول مكان في أمريكا يطبع 8 ريال، مما يجعل عام 1766 هو التاريخ الذي حدث فيه هذا الإنجاز. وبالتالي، فإن بورتوريكو تتقدم بعقدين من الزمن على كوبا (1781)، هيسبانيولا (1782)، وحتى إسبانيا (1783).  قسم الباحثان النوعين الأولين من الأوراق النقدية الصادرة، وتصنيف النوعين إلى "صادر" و"مطبوع". على الرغم من أن كلا منهما صُنع باستخدام نفس الطريقة، إلا أن تلك التي يشار إليها باسم "المطبوعة" تحمل طوابع تحتوي على أرقام وحروف. في عام 1767، وافقت التاج الإسباني على الإصدارات اللاحقة، بشرط تحصيلها بمجرد شحنها. وعندما لم يكن هذا متاحا، استخدمت النقود الورقية على نطاق واسع في جميع أنحاء الجزيرة الرئيسية. واستيفاء هذه المتطلبات عندما كان ذلك ممكنًا، ومن الأمثلة على ذلك ما حدث في عام 1769، عندما استعادت السلطات 88,000 ورقة نقدية.

## ولادة البيزو البورتوريكي
في القرن التاسع عشر، انتهى إصدار situado، مع تسليم آخر دفعتين بقيمة 500,000 و100,000 بين عامي 1809 و1810. أدى هذا إلى أزمة اقتصادية حرجة في بورتوريكو. وفي تلك اللحظة، أمر سلفادور ميلينديز برونا، الحاكم الاستعماري الحالي، بإنتاج النقود الورقية الإقليمية. وصدر المرسوم رسميا في 31 أغسطس 1812. استخدمت هذه الأوراق النقدية البيزو كمعادل للريال الإسباني. انتجت هذه الأوراق النقدية يدويًا، وكانت كمياتها بالآلاف، حيث كان البيزو الواحد يساوي 8 ريالات. وصلت الطباعة الميكانيكية إلى بورتوريكو قبل سنوات، ولكن حتى عام 1813، كان جزء من الأوراق النقدية الصادرة ينتج يدويًا وختمه. بين عامي 1812 و1813، استمر تقليد جمع النقود الورقية، مما أدى إلى تقليل كمية الأوراق النقدية المتبقية بشكل كبير. أما الأوراق النقدية الأخرى المطبوعة بين عامي 1813 و1814، تضمنت مزيجًا من الأنواع المطبوعة والطوابع. جرت الطباعة بواسطة مكتب الطباعة الوطني في بورتوريكو واستخدم أنماط لمنع إنتاج المنتجات المقلدة. كانت تلك الأوراق النقدية التي تحمل فئات بالريال مزينة بالختم الملكي الإسباني، مع اختلاف اللون حسب تاريخ الإصدار، وظهرت الأوراق النقدية بقيمة 8 ريالات لعام 1813 تحمل صورة حمل على الوجه. ومع ذلك، كانت هذه التدابير الأمنية غير فعالة ضد التزوير، وفي نهاية المطاف تداولت نسخ من عدة فئات على نطاق واسع، مما أجبر المدن خارج سان خوان، أريسيبو، ولويزا، على التوقف عن استخدامها. قرر ميلينديز برونا أن الطريقة الوحيدة لمنع التزوير هي مطالبة إسبانيا بإنتاج ورق مختوم لطباعة الأوراق النقدية. كان الإصدار الأول يحمل توقيعات أمناء الصندوق أو المحاسبين، اسقط هذا في العام التالي.

### نهاية دستور قادس
في 11 فبراير 1813، وصل أليخاندرو راميريز إلى بورتوريكو وعُين على الفور في منصب المراقب، مما أدى في النهاية إلى إنشاء قنصلية تجارية للسيطرة على التجارة في بورتوريكو. كان راميريز في الأصل من غواتيمالا، حيث شغل مناصب سياسية مختلفة، وعضوًا أيضًا في الجمعية الفلسفية في فيلادلفيا. أشارت صحيفة دياريو إيكونوميكو دي بورتوريكو، وهي صحيفة متخصصة في اقتصاد الأرخبيل، إلى أنه خلال ذلك الوقت كانت الأوراق النقدية من جميع الفئات لا تزال تُزور بكميات كبيرة. وزعمت المطبعة أن المنتجات المقلدة انتجت على الأرجح في مواقع أخرى في منطقة البحر الكاريبي، وكان هذا استنادًا إلى حقيقة وجود مطبعة ملكية واحدة فقط في بورتوريكو. ومع ذلك، يزعم الباحثون المعاصرون أن هذه النسخ ربما انتجت محليًا بطريقة سرية. يستند هذا إلى تقرير يؤكد أن تصميمات الأوراق النقدية المزيفة من فئة 8 دولارات حقيقية كانت بدائية وأن الحبر المستخدم انتشر عند لمسه، وهو أمر لن يكون ممكنًا إذا انتج في مكان آخر، وخاصة لأن الحبر يجف في الرحلة بين البلدان. خلال هذا الوقت، بدأت الأوراق النقدية تختفي، وعادت الدولة إلى تجديد القطع القديمة.
في عام 1814، رفض فرديناند السابع تجديد الدستور الإسباني لعام 1812، مما أعاد الإمبراطورية إلى أسلوب الحكم المطلق. ونتيجة لذلك، اتصل راميريز ببعض حلفائه في فيلادلفيا وكلفهم بإنتاج الأوراق النقدية من فئة 3 و5 ريالات . طبعت هذه الأعداد بواسطة شركة موراي، درابر، فيرمان وشركاه، حملت توقيعات أمين الصندوق خوسيه باسينر وراميريز. تضمنت التصميمات التاج الإسباني وصورة فرديناند السابع في الصنفين ورقما يدويًا. لم تظهر أي وثائق رسمية، خطاب، أو مرسوم من التاج الإسباني يتعلق بإنشاء هذه الأوراق النقدية. جُمعت هذه الإصدارات وتدميرها بكفاءة عالية في عام 1866، ولم يتبق سوى بضع عشرات منها سليمة.
| ريال تيسوريرا دي بورتوريكو                         | ريال تيسوريرا دي بورتوريكو | ريال تيسوريرا دي بورتوريكو | ريال تيسوريرا دي بورتوريكو | ريال تيسوريرا دي بورتوريكو | ريال تيسوريرا دي بورتوريكو | ريال تيسوريرا دي بورتوريكو | ريال تيسوريرا دي بورتوريكو |
| وجه العملة                                         | قيمة                       | وصف الوجه                  | صادر                       | سحب                        |                            |                            |                            |
| -------------------------------------------------- | -------------------------- | -------------------------- | -------------------------- | -------------------------- | -------------------------- | -------------------------- | -------------------------- |
|                                                    | 3 بيزو                     | شعار النبالة لإسبانيا      | 1815                       |                            |                            |                            |                            |
|                                                    | 5 بيزو                     | الملك فرديناند السابع      | 1819                       |                            |                            |                            |                            |
| نقشها وطباعتها بواسطة: موراي، درابر، فيرمان وشركاه |                            |                            |                            |                            |                            |                            |                            |

## عودة ظهور النقود الورقية
أدى التصور السلبي الذي خلقته مسألة النقود الورقية بين عامي 1813 و1815 إلى توقف إنتاج الأوراق النقدية، في حين ظلت العملات المعدنية فقط هي المتداولة في الأرخبيل. في عام 1865، فرض القانون المدني الإسباني في بورتوريكو. وفي الوقت نفسه، أسس Caja de Ahorros في سان خوان، وهو بنك صغير، قدم فائدة سنوية تصل إلى 6% لمشتركيه. أُفلست المؤسسة في عام 1879، لكن البنوك الأخرى التي تأسست في المنطقة الجنوبية من بورتوريكو اتبعت نموذج أعمالها. تأسس بنك Caja de Ahorros de Ponce (يعني حرفيًا "بنك الادخار في بونس") في عام 1873 استمر في العمل حتى عام 1879. وأصدرت المؤسسة أوراقا نقدية من فئات 1، 3، 5، و50 بيزو، طبعتها شركة بي دبليو ديرهان. طُبعت هذه الأوراق النقدية على جانب واحد فقط ووقعت من قِبل أعضاء مجلس إدارة البنك، والذي كان يتألف من مواطنين بورتوريكيين بارزين. أُستردت في الغالب في بونس وكانت موجودة جنبًا إلى جنب مع الرموز التي أصدرتها الكيانات التجارية المحلية.
في عام 1868، تأسس المجلس الجمهوري المركزي لكوبا وبورتوريكو. نظمت المجموعة رحلات استكشافية إلى كوبا، وعرضت الإمدادات على الحركات التي دعمت استقلال بورتوريكو وكوبا. أسسها خوسيه فرانسيسكو باسورا، وهو ثوري بورتوريكي وصديق رامون إيميتريو بيتانسيز، كانت للمجموعة علاقات داخل صناعة السكر الغنية في جزر الأنتيل الأكبر. طُبعت سندات بقيمة 100، 500، و1000 بيزو في الفترة ما بين الأول من يونيو والأول من نوفمبر 1869، لتغطية نفقات الثورتين المخطط لهما. في 17 أغسطس 1869، أصدرت الهيئة أوراقًا نقدية بفئات 1، 5، 10، و20 بيزو، انتجت لإنشاء بديل ميسور التكلفة للسندات. انتشرت كل هذه القضايا في جميع أنحاء أمريكا الشمالية والجنوبية وكذلك منطقة البحر الكاريبي. على الرغم من انتشارها على نطاق واسع في المواكب الإسبانية، ظل استخدامها سرياً لتجنب السجن من قِبل السلطات الملكية. ومع ذلك، لم تُنقذ أي منهم بسبب فشل حرب السنوات العشر والحرب الصغيرة في كوبا. في 17 ديسمبر 1866، وقعت ماريا كريستينا النمساوية مرسومًا يسمح ببيع خط سكة حديد في بورتوريكو بالمزاد العلني. في عام 1888، حصل المهندس إيفو بوش إي بويج من كاتالونيا على الامتياز لبدء المشروع. في مدريد، أنشأ بوش إي بويج شركة Compañía de los Ferrocarriles de Puerto Rico (مضاءة "شركة بورتوريكو للسكك الحديدية"). خلال هذا العقد، أنتج تشارلز سكيبر وإيست أوراق نقدية بقيمة 5 بيزو في إنجلترا، التي تداولت بعد الحصول على توقيعات بوش إي بويج وشريك مجهول الهوية.

### العملة الإقليمية
| فئة                                                | صورة | وجه العملة                    | كمية      | Comp         | حافة           | صادر | دار السك             |
| -------------------------------------------------- | ---- | ----------------------------- | --------- | ------------ | -------------- | ---- | -------------------- |
| 5 سنتافو                                           |      | التاريخ والقيمة               | 600,000   | الفضة (.835) | مقصب           | 1896 | دار العملة الاسبانية |
| 10 سنتافو                                          |      | ألفونسو الثالث عشر من إسبانيا | 700,000   | الفضة (.835) | مقصب           | 1896 | دار العملة الاسبانية |
| 20 سنتافو                                          |      | ألفونسو الثالث عشر من إسبانيا | 3,350,000 | الفضة (.835) | مقصب           | 1895 | دار العملة الاسبانية |
| 40 سنتافو                                          |      | ألفونسو الثالث عشر من إسبانيا | 725,000   | الفضة (.835) | مقصب           | 1896 | دار العملة الاسبانية |
| 1 بيزو                                             |      | ألفونسو الثالث عشر من إسبانيا | 8,500,000 | الفضة (.900) | 27 زهرة الزنبق | 1895 | دار العملة الاسبانية |
| ^1 المصدر: النقاش: BM Bartolomé Maura y Montaner . |      |                               |           |              |                |      | دار العملة الاسبانية |

بفضل موقعها الاستراتيجي، بدأت العملات القادمة من عدة بلدان تتداول في بورتوريكو وتستخدم في التجارة. تأمر الحكومة في كثير من الأحيان بجمع هذه العملات مقابل أوراق نقدية. أول هذه الأحداث كانت في عام 1857، عندما صدر مرسوم ملكي يأمر بجمع العملات المعدنية ( ماكوكينا). وصلت هذه المنتجات إلى بورتوريكو في عام 1813، انتجت في الأصل بواسطة إسبانيا في فنزويلا. وبسبب التصنيع الإسباني، فإن أوراق الصرف الصادرة عن الماكوكوينا كانت تحمل خصمًا بنسبة 12.5%، مما أدى إلى عجز كبير في ميزانية الحكومة. بعد مرور عقد من الزمان، جلبت العملات المعدنية من جمهورية الدومينيكان إلى بورتوريكو. وبالتالي، وافقوا على توزيع العملات الأجنبية. في عام 1879، وافقوا على تداول الفضة المكسيكية في الحكومة والهيئات الرسمية، مما سمح في نهاية المطاف بالتوزيع العام في عام 1881. ومع ذلك، رأى البعض فرصة للربح في هذا الأمر، فاشتروا البيزو المكسيكي خارج بورتوريكو قبل استيراده، وفي هذه العملية حصلوا على ربح يصل إلى 40 سنتافو لكل بيزو. في عام 1884، وضعت علامة زهرة الزنبق على عدد من العملات المعدنية المختلفة للتداول في بورتوريكو. كانت العملات الإسبانية من فئة 2 و4 و8 ريالات ، و5 و10 سنتيموس، و20 سنتًا، والربع دولار، والنصف دولار، والعملات الأمريكية كلها تحمل علامات تجارية استُخدمت حتى استردادها في عام 1894. بحلول عام 1895، كانت العملات المتداولة في بورتوريكو تتكون في معظمها من الفضة المكسيكية، مما أدى إلى نقص في العملة. ولحل هذه المشكلة، أصدرت إسبانيا مرسومًا ملكيًا ينص على استبدال العملات المكسيكية بعملات معدنية سكت في مدريد، مع إنشاء عملات معدنية خاصة حصريًا لبورتوريكو. ولتنفيذ هذه الخطوة، أنشأت أوراق نقدية بقيمة بيزو واحد. وبمجرد انتهاء عملية التبادل في عام 1896، أصبحت العملة الإقليمية متداولة بالفعل. قُدمت العملات الفضية من فئة 20 سنتافو و1 بيزو في عام 1895، وتبعتها في عام 1896 العملات الفضية من فئة 5، 10، و40 سنتافو. كانت العملات المعدنية من فئة 1 بيزو تحمل العلامة "1 بيزو = 5 P.TAS". أثرت هذه التبادلات بشكل كبير على اقتصاد الحكومة. بعد مرور بضع سنوات، حصلت شركة Ceredo Millán التجارية في سان خوان على بعض أوراق الصرف القديمة، والتي حُولت إلى هدايا تذكارية وتقديمها كهدايا لعملائها.

## بنك إسبانيول بورتوريكو
في 23 مايو 1887، وقعت ماريا كريستينا من النمسا وفيكتور بالاجير، وزير الخارجية الإسباني، مرسومًا ملكيًا يقترح إنشاء بنك ملكي في بورتوريكو. فرضت فترة انتظار مدتها ثلاثة أشهر على الراغبين في تنفيذ المشروع، والذين كان عليهم تقديم مقترح تجاري كما تمليه الأوامر. وقُدم مقترحين رسميًا وأخذا بعين الاعتبار. إحدى هذه العروض قدمتها شركة Sociedad Anónima de Crédito Mercantil de Puerto Rico (المشار إليها باسم "Puerto Rico Mercantile Credit Company")، التي مثلها مانويل فيسينتي رودريغيز، إنريكي فيجاندي، غييرمو مولنهوف، بابلو أوباري كابيتيلو، وخوسيه كالداس، حيث عملوا جميعًا كمديرين للمجموعة. أما المقترح الآخر قدمه تحالف من المصرفيين الفرنسيين والإسبان. وفي النهاية قوبل الاقتراح الذي حمل توقيع فرانسيسكو لاستريس وإيولوجيو ديسبوجولس، اللذين عملا كممثلين لهما. 
في 5 مايو 1888، صدر مرسوم ملكي ثانٍ يقضي رسميًا بإنشاء بنك إسباني في بورتوريكو، والذي حصل على ميثاق صالح لمدة 25 عامًا. مُنحت هذه المنحة من السلطة إلى إنريكي فيجاندي، لوريدو، خوسيه كالداس كالداس، وبابلو أوباري، الأعضاء الذين يشكلون هذه الشراكة. لم ينشأ البنك على الفور، وذلك لأن العملة المستخدمة في بورتوريكو كانت الفضة المكسيكية، مما خلق مشاكل وأخر تاريخ التأسيس حتى أوائل عام 1890. حتى هذه اللحظة، استمرت شركة Sociedad Anónima de Crédito Mercantil de Puerto Rico في الخدمة، قبل أن تختفي في أبريل. 
| El Banco Español de Puerto Rico notes                        | El Banco Español de Puerto Rico notes | El Banco Español de Puerto Rico notes | El Banco Español de Puerto Rico notes                                | El Banco Español de Puerto Rico notes | El Banco Español de Puerto Rico notes                    | El Banco Español de Puerto Rico notes |
| Image                                                        | Image                                 | Value                                 | Description                                                          | Description                           | Date                                                     | Date                                  |
| Front                                                        | Reverse                               | Value                                 | Front                                                                | Reverse                               | Issued                                                   |                                       |
| Series A                                                     | Series A                              | Series A                              | Series A                                                             | Series A                              | Series A                                                 | Series A                              |
| ------------------------------------------------------------ | ------------------------------------- | ------------------------------------- | -------------------------------------------------------------------- | ------------------------------------- | -------------------------------------------------------- | ------------------------------------- |
|                                                              |                                       | 5 pesos                               | Paschal Lamb, seated child                                           | Crowned Spanish arms                  | 1890                                                     |                                       |
|                                                              |                                       | 10 pesos                              | Paschal Lamb, sailors                                                | Crowned Spanish arms                  | 1889/1890                                                |                                       |
|                                                              |                                       | 20 pesos                              | Paschal Lamb, longshoremen                                           | Crowned Spanish arms                  | 1889/1890                                                |                                       |
|                                                              |                                       | 50 pesos                              | Paschal Lamb, Columbus sighting land                                 | Crowned Spanish arms                  | 1889/1890                                                |                                       |
|                                                              |                                       | 100 pesos                             | Christopher Columbus, allegorical women, Paschal Lamb                | Crowned Spanish arms                  | 1890                                                     |                                       |
|                                                              |                                       | 200 pesos                             | "سيدة العدالة" (Justicia), allegorical woman, Paschal Lamb           | Crowned Spanish arms                  | 1890                                                     |                                       |
| Series B (never circulated)                                  |                                       |                                       |                                                                      |                                       |                                                          |                                       |
| Series D                                                     |                                       |                                       |                                                                      |                                       |                                                          |                                       |
|                                                              |                                       | 5 pesos                               | Queen Regent Maria Cristina, seated child                            | Crowned Spanish arms                  | 1 December 1894 2 March 1896 3 November 1896 1 July 1897 |                                       |
|                                                              |                                       | 10 pesos                              | Queen Regent Maria Cristina, sailors                                 | Crowned Spanish arms                  | 1 December 1894 2 March 1896 3 November 1896 1 July 1897 |                                       |
|                                                              |                                       | 20 pesos                              | Queen Regent Maria Cristina, dock workers                            | Crowned Spanish arms                  | 1 December 1894 2 March 1896 3 November 1896 1 July 1897 |                                       |
|                                                              |                                       | 50 pesos                              | Queen Regent Maria Cristina, Christopher Columbus sighting land      | Crowned Spanish arms                  | 1 December 1894 2 March 1896 3 November 1896 1 July 1897 |                                       |
|                                                              |                                       | 100 pesos                             | Christopher Columbus, allegorical women, Queen Regent Maria Cristina | Crowned Spanish arms                  | 1 December 1894 2 March 1896 3 November 1896 1 July 1897 |                                       |
|                                                              |                                       | 200 pesos                             | "Lady Justice", allegorical woman, Queen Regent Maria Cristina       | Crowned Spanish arms                  | 1895-97                                                  |                                       |
| Series C / Provisional issue / United States Administration1 |                                       |                                       |                                                                      |                                       |                                                          |                                       |

ملحوظة: الطباعة بواسطة: شركة American Bank Note Company. نيويورك. صدرت أوراق نقدية من الفئة C (لم تُدال تحت السيطرة الإسبانية) بتاريخ إصدار "1 مايو 1900"، وختم بعضها بـ "Moneda Americana" (عملة أمريكية) بأحرف حمراء عريضة.
خلال هذه الفترة الزمنية، قاموا بإنتاج أوراق نقدية بقيمة 100 بيزو تحمل صورة الحمل، الشعار الرسمي لبورتوريكو. افتتح البنك في الأول من فبراير عام 1890، برئاسة خوان روسبيدي إي نافارو وخوسيه مانويل لوبيز ساينز كمحافظ ونائب محافظ على التوالي. سمح المرسوم الملكي بإصدار النقود الورقية من فئات 5، 10، 20، 50، 100، و200 بيزو . صُنعت هذه الأوراق النقدية بواسطة شركة American Bank Note Company. كان البنك الأصلي يقع في سان خوان، وأنشأ بنك ثانٍ في ماياجويز في عام 1894. حتى عام 1898، أصدرت المؤسسة أربع سلاسل A وB وC وD، على الرغم من أن C وضعت في الإنتاج بعد D ولم تُداول تحت السيطرة الإسبانية. بدأت سلسلة D في التوزيع في الأول من ديسمبر عام 1894؛ وأصبحت هذه هي المرة الأولى التي يستبدل فيها الحمل، الذي استمر استخدامه منذ أيام Sociedad Anónima de Crédito Mercantil de Puerto Rico، بملف ماريا كريستينا النمساوية. أصدر Ministerio de Ultramar ورقة نقدية واحدة بيزو في عام 1895.

### الغزو الأمريكي والانحدار
في 13 أغسطس 1898، تنازلت إسبانيا عن بورتوريكو للولايات المتحدة كجزء من معاهدة باريس، مما أدى إلى نهاية الحملة البورتوريكية. نقل بعد ذلك Banco Español de Puerto Rico إلى المستثمرين الغزاة. ومع ذلك، فإن الشروط التي وُقعت في الهدنة، نصت على أن الولايات المتحدة سوف تضطر إلى احترام جميع المواثيق التي منحتها إسبانيا في السابق لمستعمراتها السابقة. والتصديق على ذلك من قِبل الكونغرس الأمريكي في 6 يونيو 1900. وهكذا، واصل البنك إصدار العملة الإقليمية في بورتوريكو، ولكن أُعيد تسميته إلى El Banco de Puerto Rico أو بنك بورتوريكو. غُير رأس المال المستخدم في العملة من البيزو إلى الدولار، مما أدى إلى ولادة الدولار البورتوريكي. طرح اقتراح لطباعة أوراق نقدية بقيمة دولار واحد، رُفض بحجة أن ذلك قد "يؤدي إلى نتائج خطيرة". صدرت أوراق نقدية من الفئة C بتاريخ إصدار "1 مايو 1900" وختمها بعبارة "Moneda Americana" بأحرف حمراء غامقة. حملت هذه الوثائق توقيعات محافظ البنك المركزي الجديد كارلوس ماريا سولير وأمين الصندوق مانويل فيسينتي. كانت هذه هي المرة الأولى والوحيدة التي صدر فيها عملة مقومة بالدولار خارج الولايات المتحدة. قُدمت السلسلة E لاحقًا. كانت الأوراق النقدية لهذا الإصدار ثنائية اللغة، حيث حملت اسم البنك باللغتين الإسبانية والإنجليزية. انتجت العينات المبكرة لسلسلة F في عام 1907، لكنها لم تصل إلى التداول أبدًا. تضمنت الفواتير في هذا العدد نبذة عن كريستوفر كولومبوس وخوان بونس دي ليون. كانت الحكومة الاستعمارية تنوي إزالة جميع التعليقات الإسبانية من هذه الأوراق النقدية، بهدف تسريع عملية "الأمريكة" الفاشلة في بورتوريكو. دخلت السلسلة F التداول في النهاية في 1 يوليو 1909، ولا تزال تحتوي على تعليقات ثنائية اللغة وتظهر درجة أعلى من الجودة الفنية.  في عام 1913 انتهت صلاحية الميثاق الممنوح من قِبل إسبانيا واغلق البنك وتصفية أصوله. بعد هذا التاريخ، دمج اقتصاد بورتوريكو بشكل كامل في نظام العملة الأمريكي، في حين استبدل الدولارات البورتوريكية بالدولارات الأمريكية. ظلت الأوراق النقدية المقدرة بالملايين متداولة، لذا اصدر أمر بجمعها وعقده في الفترة من 16 إلى 24 يناير 1916. سحبت الأوراق النقدية المتبقية، والتي تقدر قيمتها بنحو 14,872 دولارًا، من التداول بعد تسع سنوات بواسطة بنك بورتوريكو التجاري.
بالتوازي مع بنك بورتوريكو، رأى المستثمرون الأميركيون فرصة لإنشاء بنوك في بورتوريكو. أول هذه البنوك هو البنك الاستعماري الأمريكي، افتتح في عام 1899.
|  |  | 5 دولارات  | كريستوفر كولومبوس | امرأة رمزية | 1 يوليو 1909 |
|  |  | 10 دولارات | خوان بونس دي ليون | الحرية      | 1 يوليو 1909 |

اقترح إنشاء البنوك الوطنية على مكتب مراقب العملة، وانشأ في النهاية المواثيق الخاصة بها في يونيو 1900. تطلبت متطلبات إنشاء بنك بموجب هذه المنحة من السلطة، أن يكون ثلاثة أرباع أعضاء مجلس الإدارة على الأقل مقيمين في بورتوريكو لمدة عام على الأقل. استغرق الأمر عامين من المجموعة لتلبية هذه اللوائح، ولكن في عام 1902 افتتح أول بنك وطني في بورتوريكو، أندريس كروساس من سان خوان رئيسًا له. بدأ البنك في إصدار أوراق نقدية من فئات 10، 20، 50، و100 دولار صنعت بحلول 27 أكتوبر 1902، حتى قبل استيفاء جميع المتطلبات.

## قيمة المجموعة والدراسة النقدية
اكتسبت النماذج المتبقية من العملة البورتوريكية قيمة كبيرة مع مرور السنين، وخاصة في الولايات المتحدة. تعود قيمتها لدى هواة جمع العملات في ذلك البلد إلى الطبيعة الخاصة للإصدارات التي صدرت بعد عام 1898. نظرًا لأنها صدرت بموجب نفس الميثاق الإقليمي الإسباني، فإن مكتب النقش والطباعة يصنفها على أنها عملة "إقليمية"، وهي وحدة التبادل الوحيدة من هذا النوع التي تعترف بها وزارة الخزانة الأمريكية.
تظهر الأشياء من بورتوريكو باستمرار في المجلات المتخصصة، في التوزيع الوطني والدولي. حرق الدولارات البورتوريكية التي جمعتها الحكومة في الفترة من 16 إلى 24 يناير 1925، مما أدى إلى تقليص كمية الأوراق النقدية المتبقية من بنك بورتوريكو بشكل كبير. أدى الكساد الأعظم إلى تقليص أعدادهم بشكل أكبر، حيث منعت الضرورة جمع البيزو في فئات كبيرة. وبالتالي، فمن المعروف أن هناك أقل من خمسة نماذج من الأوراق النقدية من فئة 100 و200 بيزو التي أصدرها بنك بورتوريكو الإسباني وأوراق النقد من فئة 5 و10 دولارات من الفئة F التي أصدرها بنك بورتوريكو.
على نحو مماثل، تتراوح الأوراق النقدية الأخرى التي تصدرها هذه البنوك من النادرة الى نادرة للغاية. تعتبر الأوراق النقدية الصادرة عن البنك الوطني الأول في بورتوريكو نادرة بشكل خاص، وذلك لأن إصدارات المؤسسة لم تصل حتى إلى كميات 20. من المعروف أن ورقتين نقديتين فقط من فئة 100 بقيتا على قيد الحياة، وبالمثل، بقي ورقتان نقديتان من إصدار 20 ، حصل أمون جي كارتر على واحدة منهما قبل وفاته. كان من المعروف أن كارتر يعرض القطعة، لكنه لم يجعلها متاحة للبيع. نجا أكثر من اثنتي عشرة ورقة نقدية من فئة 10 ، ونادراً ما ظهرت في المزادات. تشمل الأوراق النقدية النادرة للغاية الأخرى الأوراق النقدية من فئة 2 و4 ريالات لعام 1813 وجميع الفئات التي أصدرتها Caja de Ahorros de Ponce. وعلى النقيض من ذلك، لا يزال من المعروف أن الأوراق النقدية التي تستخدمها شركة السكك الحديدية في بورتوريكو تظهر أحيانًا في السوق. بخلاف ذلك، فإن الأوراق النقدية السرية التي أصدرها مجلس الجمهوريين المركزي في كوبا وبورتوريكو تتراوح من النادرة (أوراق نقدية من فئة 5 بيزو ) إلى النادرة للغاية (أوراق نقدية من فئة 20 بيزو ).
في بورتوريكو، تأسست Sociedad Numismática de Puerto Rico (وتعني "جمعية العملات في بورتوريكو") في عام 1949. يتألف المجتمع عادة من 25 إلى 50 عضوًا ويركز على جمع وتوزيع العملات المعدنية والأوراق النقدية من بورتوريكو لهواة الجمع المهتمين. يُقام معرض سنوي على طول جمعية هواة جمع الطوابع في بورتوريكو (حرفيًا "جمعية هواة جمع الطوابع في بورتوريكو") في بلازا لاس أميريكاس منذ افتتاح المركز التجاري. خارج هذا النشاط، يمكن العثور على العملة البورتوريكية محليًا في أسواق الطوابع والعملات بالإضافة إلى أسواق السلع المستعملة. ومن المعروف أن أسعار الأوراق النقدية في المزادات تتجاوز الأسعار المعلنة التي تصل إلى 70 ألف دولار. لوحظ أيضًا بين المتحمسين جمع عينات الورق المقوى التي قدمتها البنوك لتجار العملات.

## العملات الصادرة الأخرى

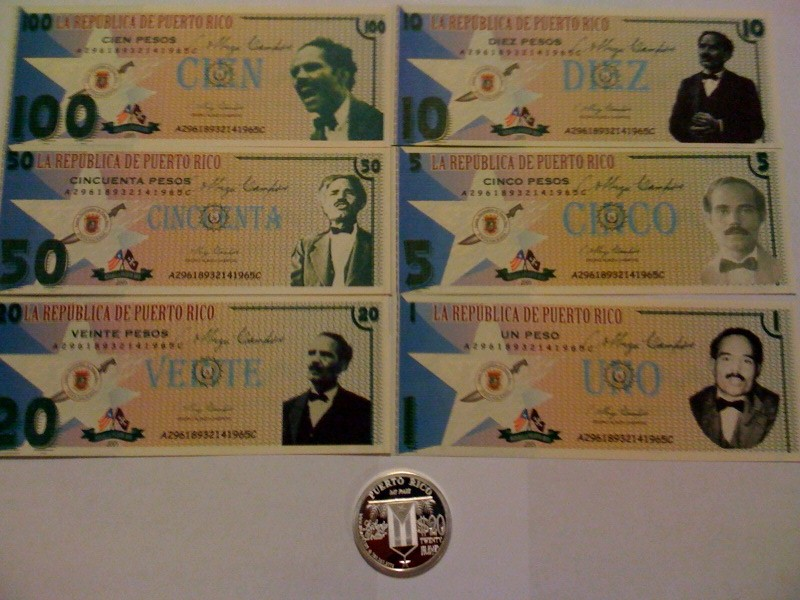
مجموعة متنوعة من القضايا المعاصرة. تتراوح من 2005 إلى 2007.

في عام 2005، أصدر الحزب القومي البورتوريكي كمية محدودة من الأوراق النقدية احتفالاً بانتفاضة جايويا. تضمنت السلسلة بيزو من ست فئات، بما في ذلك أوراق نقدية من فئة 1 دولار، 5 دولارات، 10 دولارات، 20 دولاراً، 50 دولاراً، و100 دولار. تتميز تصاميم جميع الأوراق النقدية بوجود صورة بيدرو ألبيزو كامبوس على الجانب الأمامي بينما زُين الجانب الخلفي بأعلام بورتوريكو، جايويا، والحزب القومي. عثر على مطبوعات صغيرة تحمل أسماء بيدرو ألبيزو كامبوس وفيليبرتو أوجيدا ريوس في جميع أنحاء البيزو. في 10 يوليو 2005، أُنشأ دولار الحرية لبورتوريكو على يد ألفريدو باتشيكو مارتينيز. بدأت أونصات الفضة في التداول في 8 أكتوبر 2005، مما يمثل المرة الأولى التي وزع فيها عملة فضية منذ أكثر من قرن. بعد التدخل مع الشركة الأم Liberty Services التي انتهت بمصادرة أصولها، مما أدى إلى عملية أسفرت عن توجيه الاتهام وإدانة المؤسس برنارد فون نوتهاوس، واصل باتشيكو مارتينيز تداول العملات المعدنية تحت اسم دولار بوريكوا. في أغسطس 2010، وجه الاتهام إليه أيضًا بنفس التهم التي واجهها فون نوتهاوس. أُدين باتشيكو مارتينيز في 29 يونيو 2012، وحُكم عليه بعد ذلك بالسجن لمدة 19 عامًا.
في ديسمبر 2007، وافق الكونغرس الأمريكي على إجراءٍ شمل كومنولث بورتوريكو، وواشنطن العاصمة، وعدة أقاليم غير مستقلة، بما في ذلك ساموا الأمريكية، غوام، وجزر فيرجن الأمريكية، ضمن برنامج عملات أرباع الخمسين ولاية. استُبعدت كلٌّ من الكومنولث والأقاليم من البرنامج الأصلي المُعتمد عام 1998، والذي تبعه ما يقرب من عشر سنوات من الضغط قبل إدراجها. كان من المتوقع أن يحمل تصميم هذه العملات المعدنية صورة جورج واشنطن نفسها الموجودة على وجه الإصدارات الأصلية، بينما سيُصوّر الوجه الآخر رسومًا توضيحية لشيء مميز لتلك المنطقة. وافق وزير الخزانة على التصميم في 31 يوليو 2008. صدرت هذه العملات، بالإضافة إلى "عملات إثبات" وإصدارات خاصة من الفضة بنسبة 90% كانت عملة بورتوريكو هي الإصدار الثاني عام 2009. في عام 2012، كجزء من مبادرة برنامج أرباع الحديقة الوطنية، كان من المقرر أن تصدر دار سك العملة الأمريكية ربع دولار احتفالاً بإدراج غابة إل يونكي الوطنية كجزء من نظام الغابات الوطنية في عام 1903.